# Жадовский, Павел Валерианович
Па́вел Валериа́нович (Валерьянович) Жадо́вский (13 [25] июня 1825, Любимский уезд, Ярославская губерния — 24 июля [5 августа] 1891 или 24 октября [5 ноября] 1891, Санкт-Петербург) — русский писатель, поэт, очеркист. Брат писательницы Юлии Жадовской, двоюродный брат Валерия Всеволодовича Жадовского.

## Биография
Родился в 1825 году в селе Субботино Любимского уезда Ярославской губернии.
В 1847 году окончил Московский 1-й кадетский корпус. Затем поступил на службу в 1-й Московский пехотный полк, участвовал в венгерской кампании (1848—1849) и Крымской войне (1853—1856), был трижды ранен и после контузии перешёл на гражданскую службу в чине штабс-капитана.
В 1860—1863 гг. — городничий в Кузнецке Саратовской губернии, затем полицейский исправник в Чухломском уезде Костромской губернии. С 1868 года — помощник почтмейстера Самарской губернии.
Выйдя в отставку, жил в Санкт-Петербурге, где умер в бедности: по одним сведениям 24 июля, по другим — 24 октября 1891 года. Погребён в Сергиевской приморской пустыни.
Был женат на двоюродной сестре Любови Никандровне Жадовской (1831 г.р.).

## Литературная деятельность
Как поэт дебютировал в конце 1840-х гг. Издал сборники стихов «Стихотворения» (СПб., 1859), «Собрание стихотворений» (СПб., 1872). Автор воспоминаний «Молдавия и Валахия в современности (из записок офицера)» (СПб., 1856), «Отрывки из воспоминаний о Крыме 1855 и 1856 гг.» и «На бастионах Севастополя»; писал рассказы, повести, очерки. Роман «Житейские сцены» (М., 1859) был разрешён к печати, но после самовольной замены дозволенного цензурой текста запрещён к обращению. Писал в «Москвитянине», «Современник», «Библиотеке для Чтения», «Отечественных записках» и других. «Полное собрание сочинений П. В. Жадовского» было издано в 1886 году (Том 1: Стихотворения).

## Комментарии
1. ↑  Сельцо Субботино (Суботино)[2] относилось ко 2-му стану Любимского уезда Ярославской губернии; не сохранилось[3], ныне — Осецкого сельского поселения в Любимском районе Ярославской области[4].